# لويس أرويو (لاعب كرة قدم)
لويس أرويو هو لاعب كرة قدم إكوادوري، ولد في 1996 في Rosa Zárate ‏ في الإكوادور. لعب مع FK Třinec ‏.